# مارتين فان دم
مارتين فـان دم هو مهندس وسياسي هولندي، ولد في 1 فبراير 1978 في زوترمير في هولندا. نشط حزبياً في حزب العمل. وقد انتخب عضو مجلس نواب هولندا ‏ (30 يناير 2003 – 2 نوفمبر 2015).